# Campra (Suisse)
Pour les articles homonymes, voir Campra.
Campra est une station de ski suisse qui s'étend sur le col du Lukmanier (passo del Lucomagno) dans la commune de Blenio dans le canton du Tessin.

## Ski de fond
Campra est équipée de 30 km de pistes de ski de fond. La station a accueilli deux étapes de la Coupe du Monde de ski de fond.

## Géographie
Campra s'élève à 1 500 m d'altitude.